# 21 Peter Forsberg
21 Peter Forsberg är en dokumentär från SVT om svenske ishockeyspelaren Peter Forsbergs karriär, och sändes i SVT 1 den 26 december 2011. Programmet producerades av Jonas Karlsson och följer Forsbergs karriär från starten i Modo Hockey till svenska landslaget och slutligen i NHL. 
TV-sändningen blev en framgång och sågs av 950 000 tittare, medan 20 000 personer samma dag följde programmet i SVT Play.
I dokumentären påstod han att Sverige gjorde en läggmatch vid den olympiska turneringen 2006 i Turin mot Slovakien för att få enklare resa i slutspelet. Efter att detta kom ut så blev det stor debatt i media. Även det internationella ishockeyförbundet kontaktade svenska ishockeyförbundet för att få en förklaring på detta.
Dokumentären vann "publikens pris för bästa sportdokumentär" i Milano i december 2012. I september 2013 fick den priset "bästa utländska program" under Internationella sportfilmfestivalen i Samara i Ryssland.

### Fotnoter
1. ↑  ”SVT1 2011-12-26”. Svensk mediedatabas. 26 december 2011. http://smdb.kb.se/catalog/id/002777377. Läst 23 september 2016.
2. ↑  ”SVT:s tittare hyllar "Foppa"”. SVT Sport. 27 december 2011. Arkiverad från originalet den 25 maj 2012. https://archive.is/20120525175514/http://svt.se/2.128886/1.2660315/. Läst 27 december 2011.
3. ↑  Janne Bengtsson (22 december 2011). ”Foppa backar om OS”. Svenska Dagbladet. http://www.svd.se/sport/foppa-backar-om-os_6726523.svd. Läst 26 december 2011.
4. ↑  Rikard Lann (16 september 2013). ”Dokumentär om "Foppa" prisades”. Svensk mediedatabas. http://www.svt.se/sport/artikel/dokumentar-om-foppa-prisades/. Läst 23 september 2016.